# Eulaema terminata
Eulaema terminata là một loài Hymenoptera trong họ Apidae. Loài này được Smith mô tả khoa học năm 1874.